# غايل بارون
غايل بارون (بالإنجليزية: Gayle Barron)‏ هي عداءة مراثونية أمريكية، ولدت في 6 أبريل 1945 في أتلانتا في الولايات المتحدة.

## وصلات خارجية
- غايل بارون على موقع رابطة إحصائيات سباق الطريق (الإنجليزية)